# Токование
Токова́ние — особое поведение птиц в начале брачного периода, способствующее привлечению самки или самца и приведению их в состояние готовности к спариванию. Одна из форм общения животных. Токование выражается различно: птицы могут петь, совершать токовые полёты, принимать особые позы, при которых демонстрируется ярко окрашенное оперение, устраивать драки и «турниры», строить ложные гнёзда и т. д. Особенно характерно токование для полигамных птиц (например, для тетеревов); у них самцы собираются на токовые площадки отдельно от самок. В редких случаях полиандрии — токуют самки (плосконосые плавунчики). У моногамных птиц самец токует около своей самки.

## Тетерева

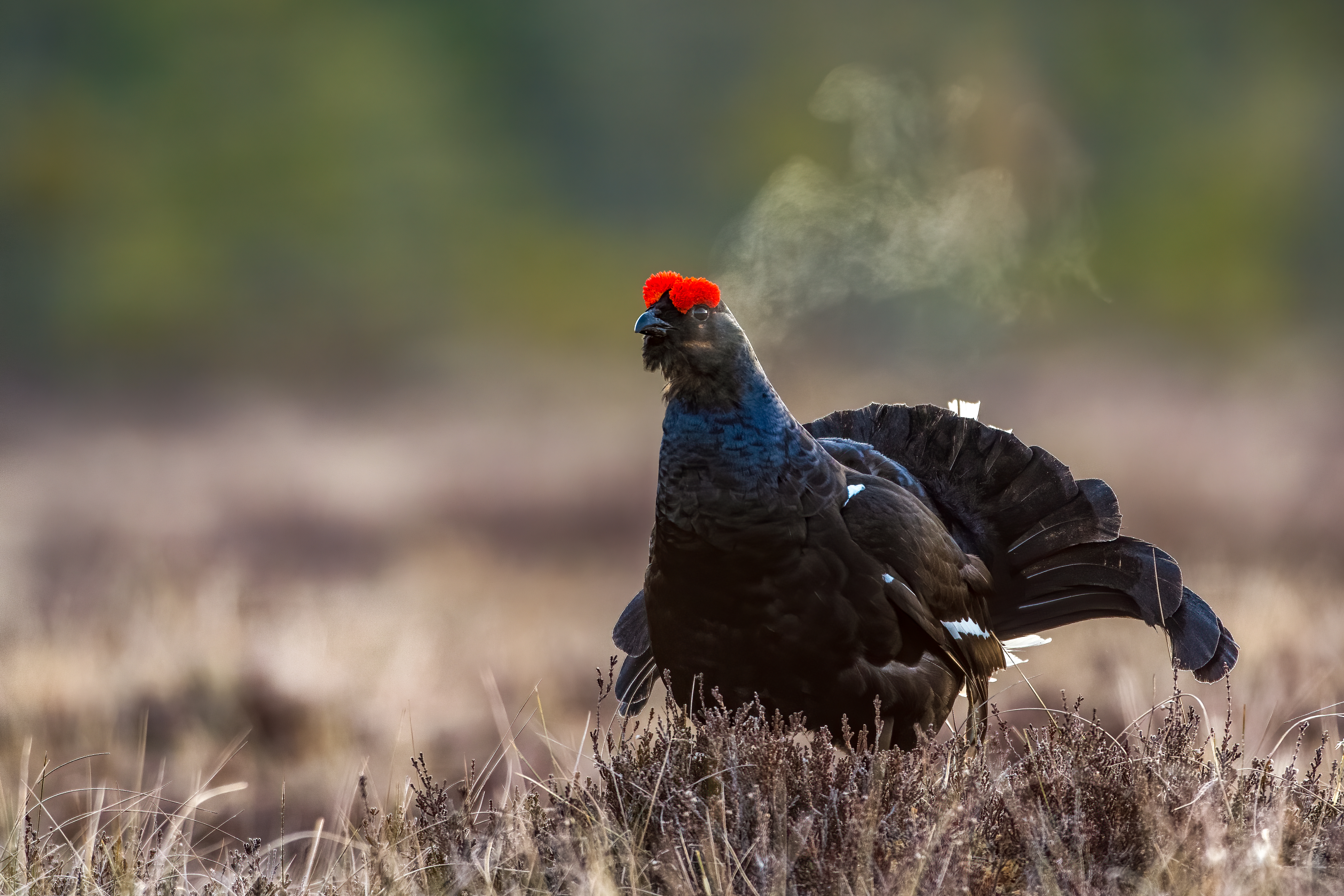
Токующий тетерев

Тетеревиные токования происходят на опушках лесов, вдающихся мысом в поле и поросших мелколесьем и кустами, на лесных покосах, в некосях, в перелесках, на моховых болотах и вообще в малозаросших местах. Обыкновенно каждая тетеревиная стая (собравшаяся ещё зимой) имеет своё токовище (место тока): этим объясняется различное число особей, принимающих участие в каждом токовании, иногда доходящее до 200 шт. и более. В каждой такой стае имеется токовик — старый самец, начинающий токование.

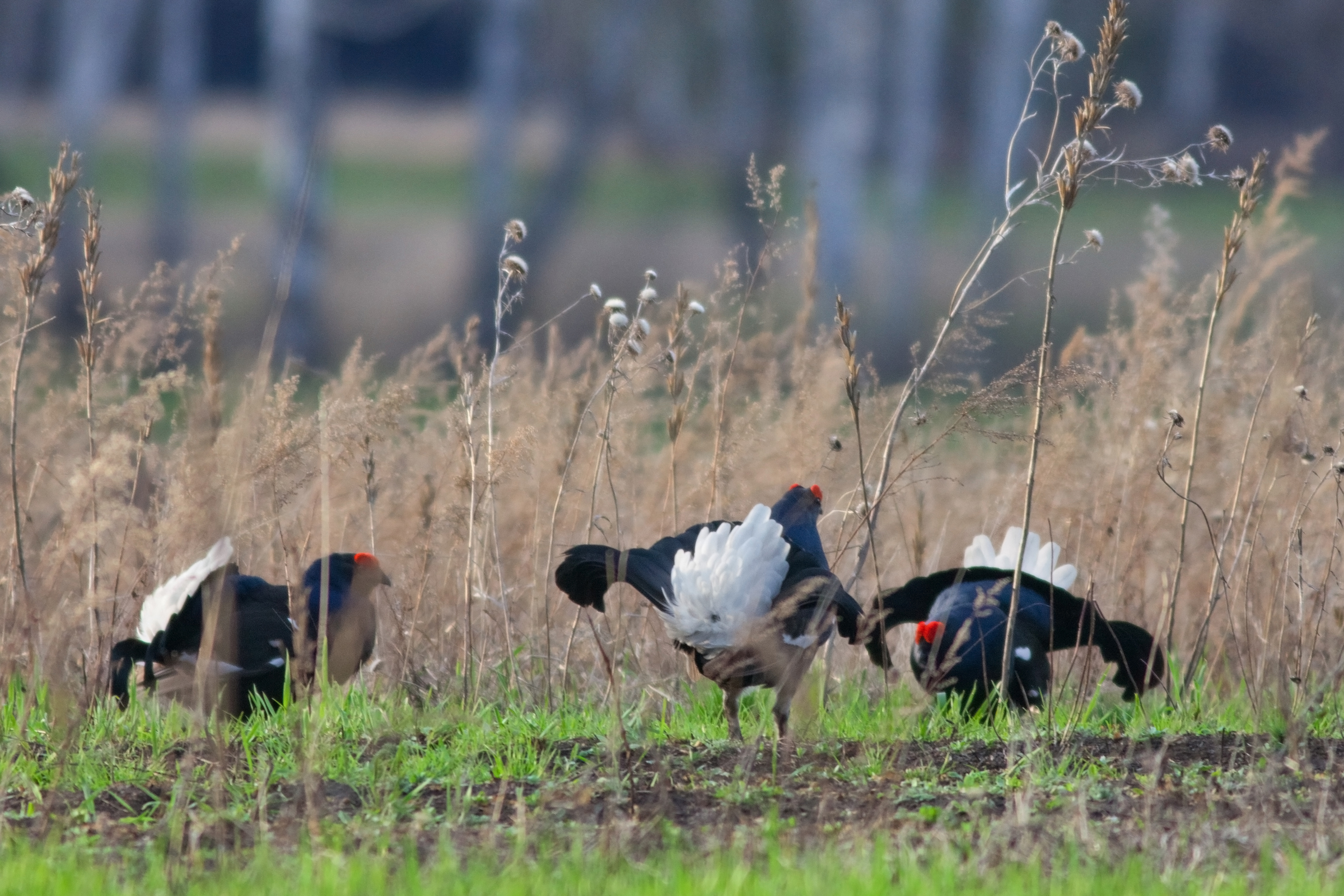
Тетерева на току

Внешним образом токование тетеревов выражается в особых характерных звуках: чуфыскании (чувыкании) — вроде гусиного шипения, и бормотании, напоминающем сильное и резкое голубиное бормотание или отдаленный барабанный бой. Издавая эти звуки, самцы тетеревов распускают крылья, надуваются, бегают по токовищу, сталкиваются и сцепляются друг с другом и доходят до настоящей свалки. Когда утренняя заря совсем разгорится, к токованию подлетают тетёрки, заигрывают с выбранными ими самцами и скрываются с ними для спаривания в ближайшую чащу, где и проводят весь день до заката солнца.

## Глухари

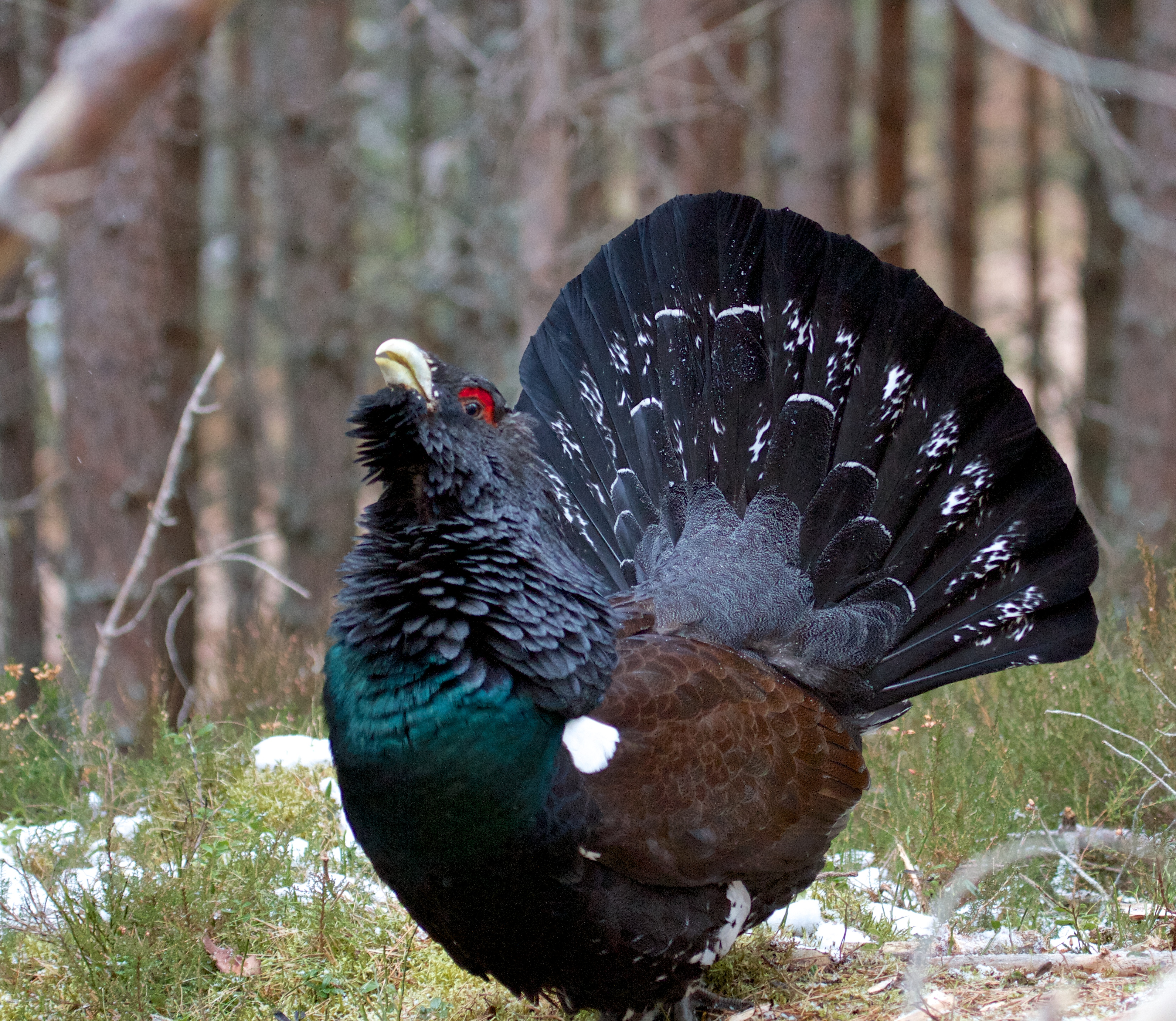
Токующий глухарь

Глухари токуют из года в год на одних и тех же местах, большей частью по моховым болотам, поросшим редким сосняком, или близ моховых болот по борам. В самом начале весны глухари токуют как на деревьях, так и на снегу, где вступают иногда между собой в ожесточенные драки; позднее токование происходит, по-видимому, только на деревьях, причём не наблюдается и драк. Токование глухарей, называемое игрой, или песней, состоит из двух частей: щелканья («теке-теке») и скирканья, или щебетанья (напоминающего стрекотание сороки), причём во время последней части песни, продолжающейся каждый раз не долее 3—4 секунд, глухарь утрачивает обычную осторожность, чем и пользуются охотники, чтобы подобраться к нему на выстрел.
Во время песни глухарь надувает свои перья, распускает крылья и медленно передвигается по направлению ветви, вытянув шею и закинув назад голову. К токующим глухарям подлетают глухарки, и они тут же спариваются.

## Стрепет

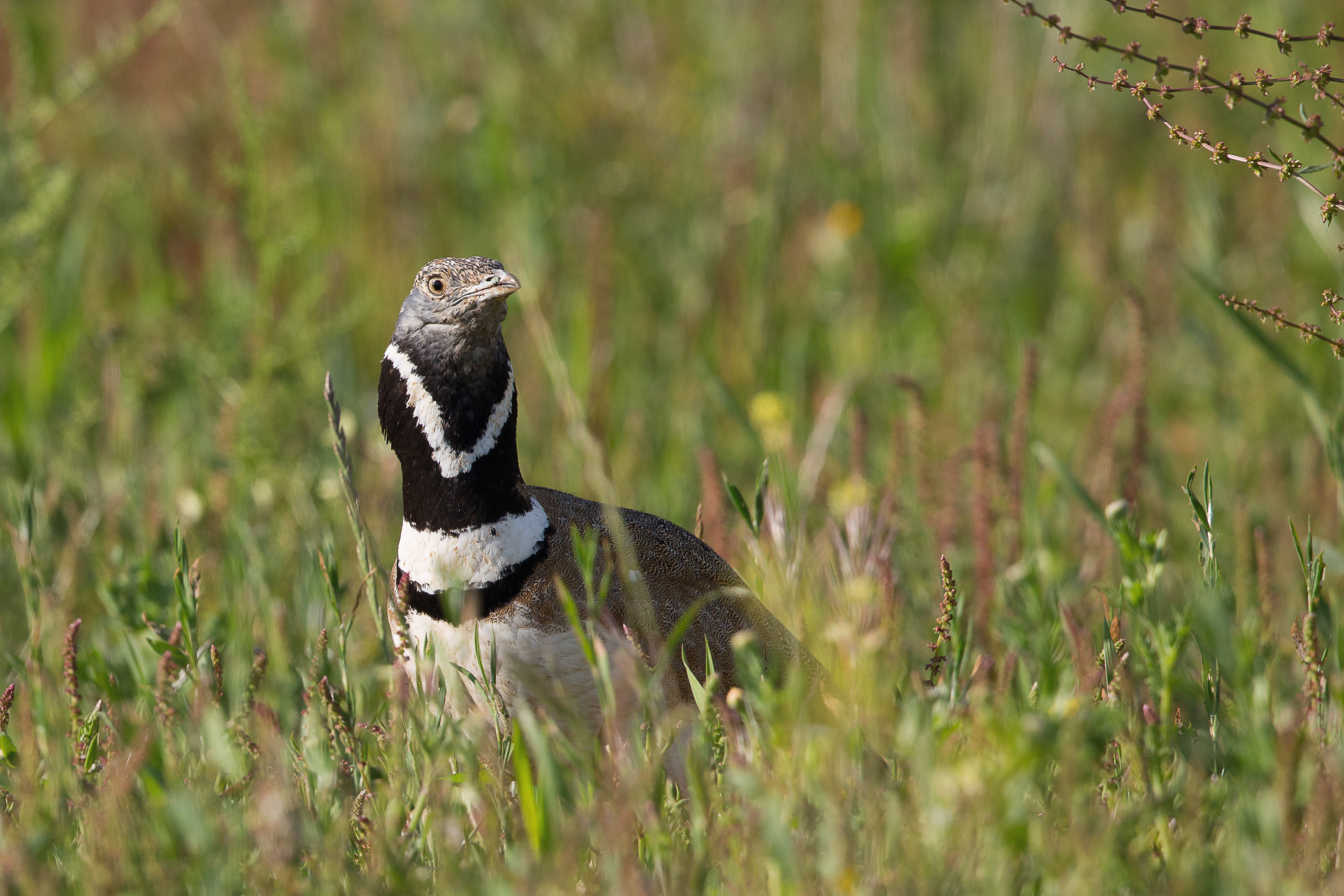
Стрепет

Стрепеты выбирают для своих токований какой-нибудь бугорок, или плужную борозду, или дорогу; при токовании стрепет подпрыгивает, всегда на одном месте, на некоторую высоту от земли, делает взмах крыльями, затем ударяет плюсной ног о землю, издавая характерный звук (трр…); удары и выкрикивания повторяются приблизительно через каждые 10—15 секунд.
На издаваемые звуки к токующему самцу прибегают другие самцы и вступают с ним в драку; из подходящих к токованию самок самец выбирает себе подругу, с которой более и не расстаётся.
Подобные же токования, кончающиеся выбором постоянной подруги, наблюдаются и у белых куропаток; по горячности и дракам их токование напоминает тетеревиное.

## Журавли
Особенно своеобразны токования журавлей, продолжающиеся и после того, как птицы разобьются по парам. Они располагаются на площадке (около реки или озера) в круг или в два и более ряда; некоторые из них выходят затем на арену и начинают потешным образом прыгать друг около друга, наклоняясь, вытягивая шею, распуская крылья; утомившись, танцоры возвращаются в круг своих товарищей, которые приветствуют их поклонами и приседаниями, на что приветствуемые отвечают тем же; тогда на арену выступает новая партия и т. д. В таких танцах принимают некоторое участие и самки.

## Прочие птицы

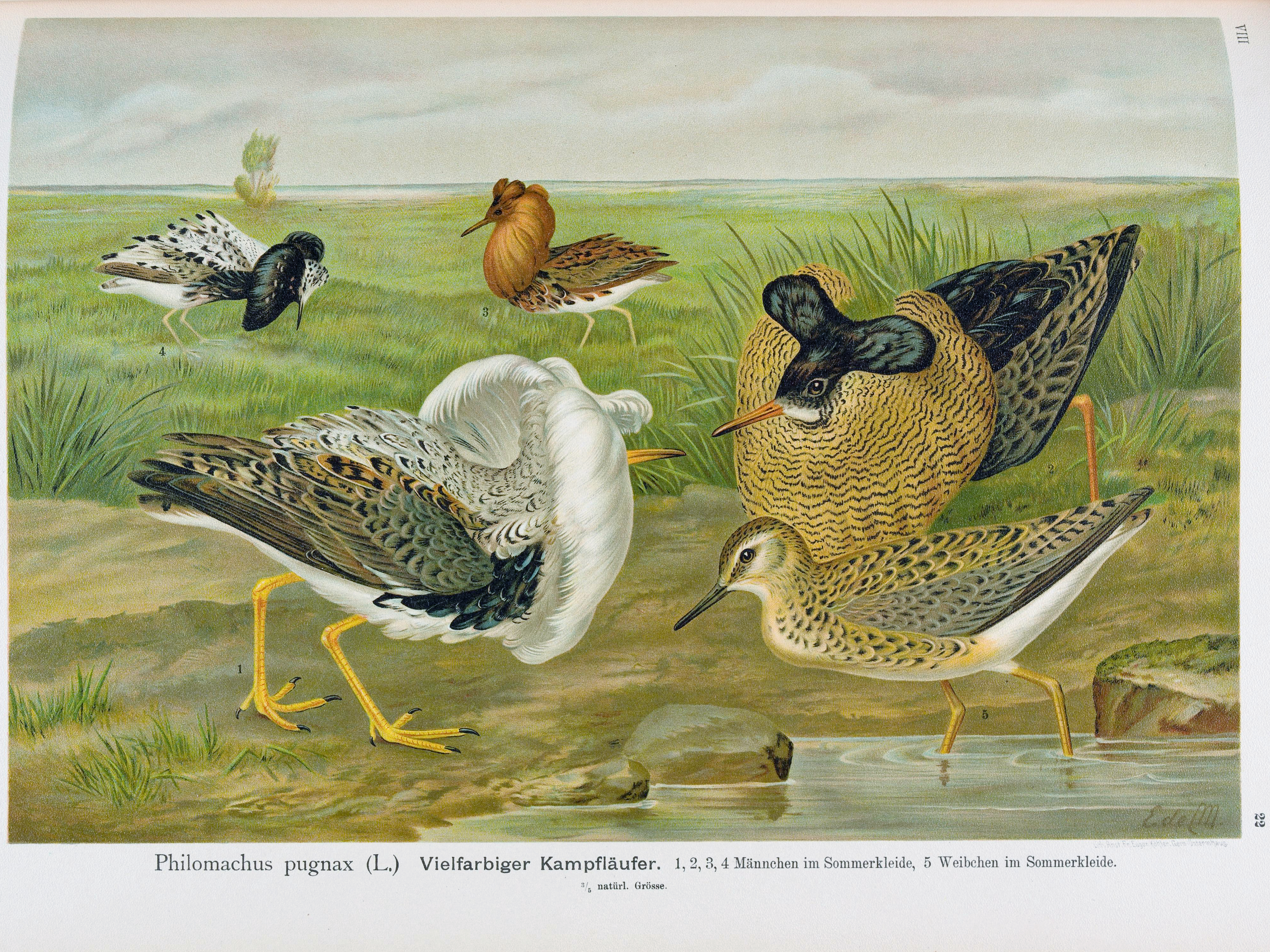
Токующие турухтаны. Иллюстрация Иоганна Наумана

Дупели токуют так же, как тетерева; местом токования в большинстве случаев служит поляна среди кочковатого болота, поросшая чемерикой и окруженная кусками ракитника; раз выбранное токовище не покидается дупелями в течение нескольких лет. Токования их, начинающиеся в мае, происходят по ночам. Число птиц, собирающихся на токовище, достигает значительной цифры; все они, растопырив крылья и распустив хвосты, гоняются одна за другой, схватываются клювами, выщипывают перья, издавая при этом особое щебетание и щелкая клювами; в ряды дерущихся вмешиваются дупелиные самки и уводят с тока за собой самцов.
Бекасы токуют поодиночке, причём ни драк, ни столкновений между токующими самцами обычно не бывает. Поднявшись очень высоко, бекас начинает описывать круги, потом, расширив крылья и не шевеля ими, со страшной силой бросается вниз, описывая дугу, волнами, и снова подымается к небу. Такая «игра» продолжается до тех пор, пока не послышится призывной крик притаившейся на земле самки; тогда самец камнем падает к ней для спаривания. Иногда, наигравшись, но не слыша зова самки, бекас бросается вниз и на несколько секунд присаживается где попало (на кочке, на дереве), потом срывается и т. д. Кроме звуков, издаваемых горлом («так-так-так-так»), токование бекаса сопровождается особым «блеянием» (напоминающим блеяние молодого барашка, почему птица и называется бекас), вызванным колебанием в воздухе рулевых перьев. Подобно бекасам токуют и гаршнепы.
Токование вальдшнепов выражается в форме тяги.